# Иберийская жаба-повитуха
Иберийская жаба-повитуха (лат. Alytes cisternasii) — редкий вид земноводных из семейства круглоязычных. Видовое латинское название дано в честь испанского натуралиста Рафаэля Кистернаса и Фонтсере Rafael Cisternas y Fontseré (1818—1876).

## Описание
Общая длина достигает 3,6—4,2 см. Наблюдается половой диморфизм — самка больше самца. Туловище крепкое. Голова короткая. Глаза выпуклые с вертикальными зрачками. Барабанная перепонка чётко выражена. На верхних веках присутствуют 1-2 ряда красноватых бородавок. Кожа бородавчатая, бородавки тянутся от барабанной полости до паха. Конечности короче, чем у других представителей рода. На подмышках и икрах имеются большие железы. Присутствует пяточный бугорок.
Окраска спины коричневатая с тёмными пятнами, напоминающими плесень. Брюхо имеет грязно-белый цвет, без каких-либо пятен или пятнышек.

## Образ жизни
Любит сухие, песчаные места, неподалёку от временных водоёмов. Встречается на высоте от 100 до 1300 метров над уровнем моря. в отличие от других жаб-повитух очень хорошо роет норы, часто зарывается в почву, где прячется днём. Питается беспозвоночными.

## Размножение
Половая зрелость наступает в 2 года. Размножение происходит с сентября по март. Самка откладывает 30—60 яиц диаметром 2,6—3,5 мм, за сезон может быть до 4-х кладок общей численностью до 180 яиц. Как и другие жабы-повитухи самец вынашивает яйца пока не появляются головастики. Тогда он переносит их в водоёмы. Метаморфоз продолжается 110—140 дней.

## Распространение
Вид распространён в южной и восточной Португалии, западной и центральной Испании.